# Valcourt (Québec)
Pour les articles homonymes, voir Valcourt.
Ne doit pas être confondu avec Valcourt (canton, Québec).
Valcourt est une ville du Québec située dans la MRC du Val-Saint-François en Estrie. Le recensement de 2021 y dénombre 1 029 habitants.

## Toponymie
La ville de Valcourt est enclavée à l'intérieur de la municipalité du canton de Valcourt. Le nom de Valcourt fait donc plutôt référence à l'origine du nom de ce canton.
Les origines du canton remonte à 1802, année où les premiers habitants viennent s'établir dans ce qu'on appelle alors le canton ou township d'Ely et qui évoque une ville de Grande-Bretagne. Les premiers habitants sont des loyalistes mais vers 1840 on note aussi l'arrivée de citoyens d'origine francophone. La paroisse est créée en 1856 et la création de l'entité civile a lieu en 1865 sous le nom de canton ou township d'Ély. Le nom officiel de Valcourt ne sera donné à la municipalité qu'en 1965, et reprend l'identification du bureau de poste et d'une gare appartenant au Canadien Pacifique.
Plusieurs hypothèses existent quant à l'appellation Valcourt, la première étant qu'elle est située dans un « vallon de peu d'étendue, un val court ». Une seconde hypothèse est liée à une déformation du patronyme de trois de ses premiers habitants entre 1840 et 1850 possédant le nom de Dalcourt. Finalement la dernière hypothèse est liée à l'existence d'un village américain, Valcour situé juste au sud de la frontière canadienne dans l'État de New York.

## Histoire

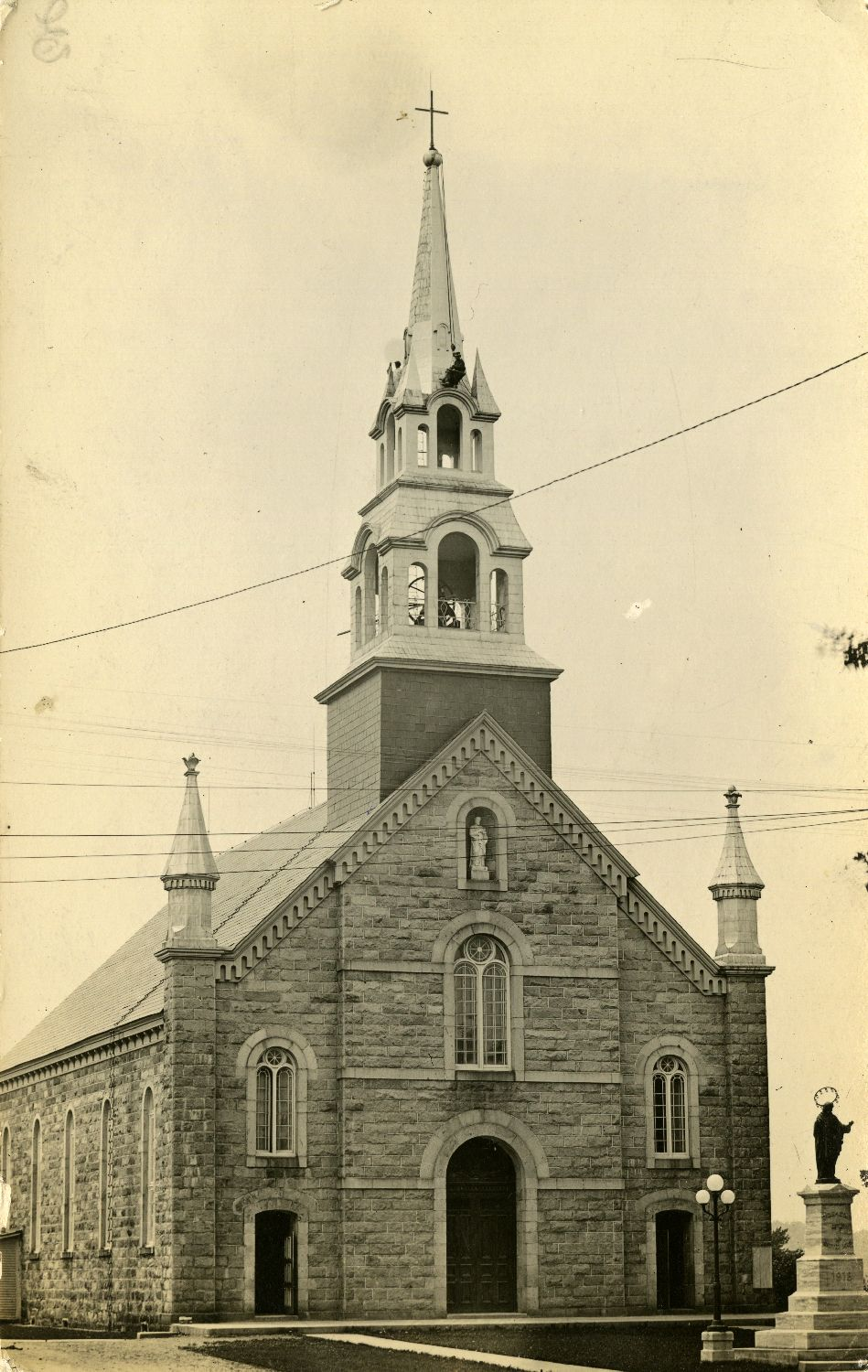
L'église Saint-Joseph-d'Ely en 1925

### Chronologie
- 1802 Érection du Canton d'Ely
- 1836 Ouverture de la route Waterloo à Richmond
- 1840 Arrivée des premiers colons de langue française
- 1844 Première naissance au registre paroissial
- 1848 Première Messe
- 1852 Construction de la première chapelle
- 1854 Fondation de la paroisse et arrivée du premier curé résident
- 1856 Érection canonique de la paroisse
- 1859 Déménagement de la chapelle au site actuel
- 1859 Construction de la première école de campagne
- 1860 Arrivée du premier médecin
- 1860 Premier procès-verbal au conseil municipal
- 1862 Construction du premier presbytère
- 1862 Construction du premier pont sur le Brandy Creek
- 1864 Construction d'une école au village
- 1865 Loi de la prohibition
- 1865 Arrivée du premier notaire
- 1869 Début de la construction de l'église actuelle
- 1873 Premier permis accordé pour vente de spiritueux
- 1877 Bénédiction de l'église et de la cloche
- 1888 Construction d'un système d'aqueduc
- 1889 Arrivée du premier vicaire
- 1891 Installation d'un système téléphonique
- 1891 Bénédiction de l'orgue
- 1893 Construction du chemin de fer
- 1907 Naissance de J.-A. Bombardier
- 1908 Installation de chemin de croix et des tableaux
- 1909 Installation d'un pouvoir électrique
- 1909 Arrivée des religieuses
- 1910 Formation d'une fanfare
- 1929 Incorporation du village de Valcourt
- 1937 Apparition des premiers autoneiges
- 1946 Construction de la première partie de l'Hôtel de Ville
- 1948 Construction du couvent et des classes
- 1950 Construction de la croix illuminée
- 1952 Inauguration de l'Hôtel de Ville
- 1959 Production et commercialisation du Ski-Doo
- 1964 Décès de J.- Armand Bombardier
- 1965 Établissement de la force de police
- 1970 Début du réseau d'aqueduc
- 1971 Ouverture du Musée J.A. Bombardier
- 1971 Création du service municipal des loisirs
- 1973 Construction de la caserne et du poste de police
- 1974 Création des armoiries de la ville de Valcourt
- 1974 1er avril : le statut de ville est accordé à Valcourt
- 1984 Début des travaux de l'usine d'épuration des eaux
- 2002 Création du logo de la Ville de Valcourt
- 2006 150e de la Paroisse St-Joseph
- 2010 Inauguration de la murale - Hôtel de ville
- 2013 Sortie de l'album ANTIMATARIAL du groupe rap valcourtois L'ANTI
- 2015 Sortie de l'album REP du duo rap valcourtois ARIAL
- 2021 Sortie de l'album REPÈR du duo rap valcourtois ARIAL

## Géographie
Elle est accessible via la route 222 et la route 243.
La rivière Noire traverse l'ouest de la municipalité du sud au nord.

## Démographie
| 1991  | 1996  | 2001  | 2006  | 2011  | 2016  | 2021  |
| ----- | ----- | ----- | ----- | ----- | ----- | ----- |
| 2 284 | 2 442 | 2 411 | 2 349 | 2 349 | 2 165 | 2 139 |

## Administration
Les élections municipales se font en bloc pour le maire et les six conseillers.
| Valcourt (ville) Maires depuis 2002                                                                                  |                  |         |          |
| Élection | Maire            | Qualité | Résultat |
| 2002 | Denis V. Allaire |         | Voir     |
| 2005 | Laurian Gagné    |         | Voir     |
| 2009 | Laurian Gagné    | Voir    |          |
| 2013 | Renald Chênevert |         | Voir     |
| 2017 | Renald Chênevert | Voir    |          |
| 2021 | Pierre Tétreault |         | Voir     |
| Élection partielle en italique Depuis 2005, les élections sont simultanées dans toutes les municipalités québécoises |                  |         |          |

## Personnalité
L'inventeur de la motoneige, Joseph-Armand Bombardier, est né à Valcourt.

## Attraits touristiques
Le Musée J. Armand Bombardier est situé sur le territoire de la municipalité. La thématique principale du musée est l'interprétation de l'histoire de l'industrie de la motoneige et de la vie de son inventeur, Joseph-Armand Bombardier. Le musée abrite trois salles d'exposition permanente ainsi qu'une salle d'exposition temporaire. La ville de Valcourt a été proclamée capitale mondiale de la motoneige. Le Grand Prix Ski-doo de Valcourt a lieu chaque année au mois de février, un évènement où les plus grands coureurs de motoneige en Amérique du Nord se donnent rendez-vous.

## Éducation
- École primaire de la Chanterelle[9]
- École secondaire de l'Odyssée[10]

## Lieu de culte
- Paroisse Sainte-Famille[11]
- Église Saint-Joseph-d'Ely[12]

## Galerie

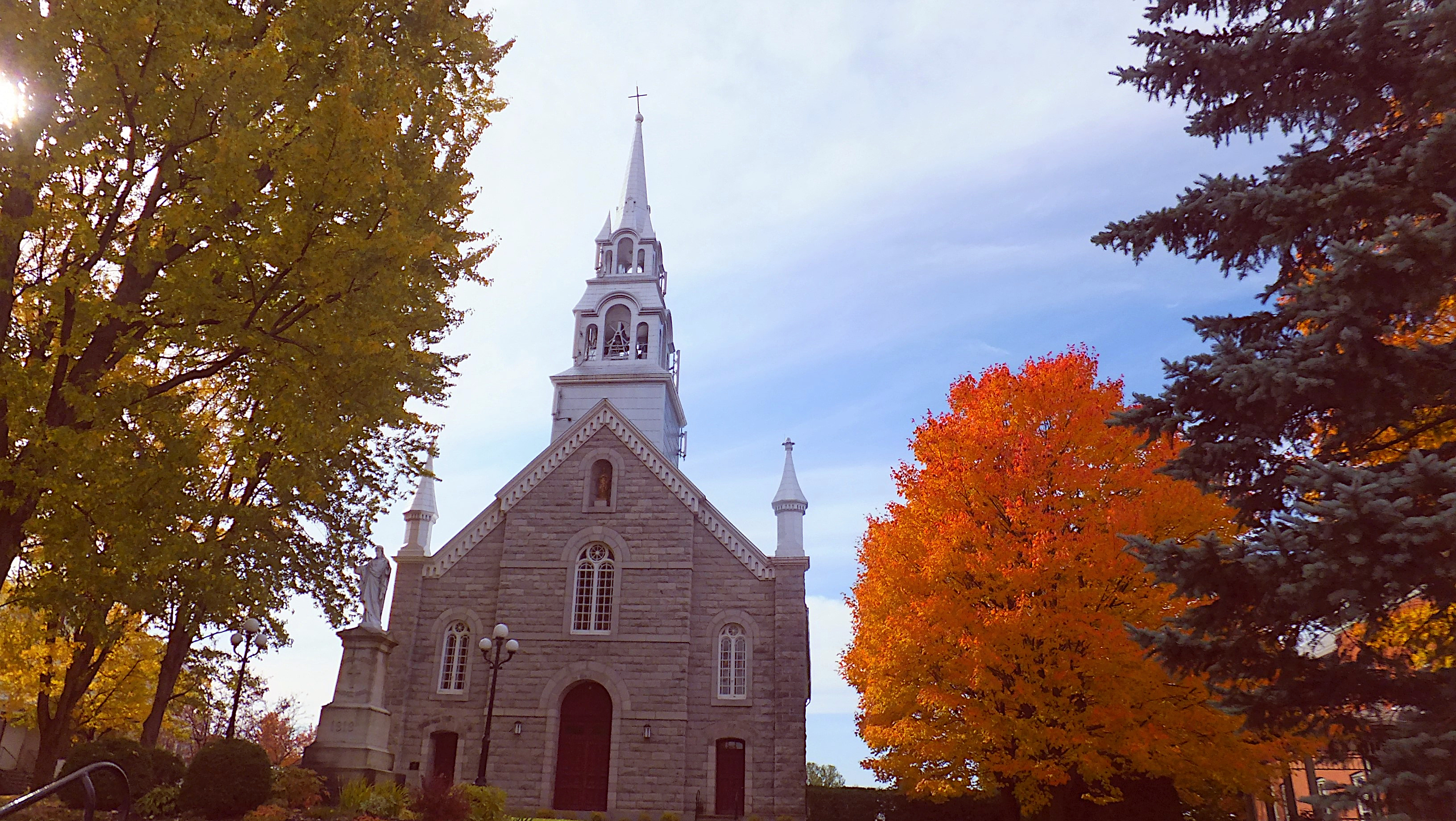
Église Saint-Joseph-d'Ely
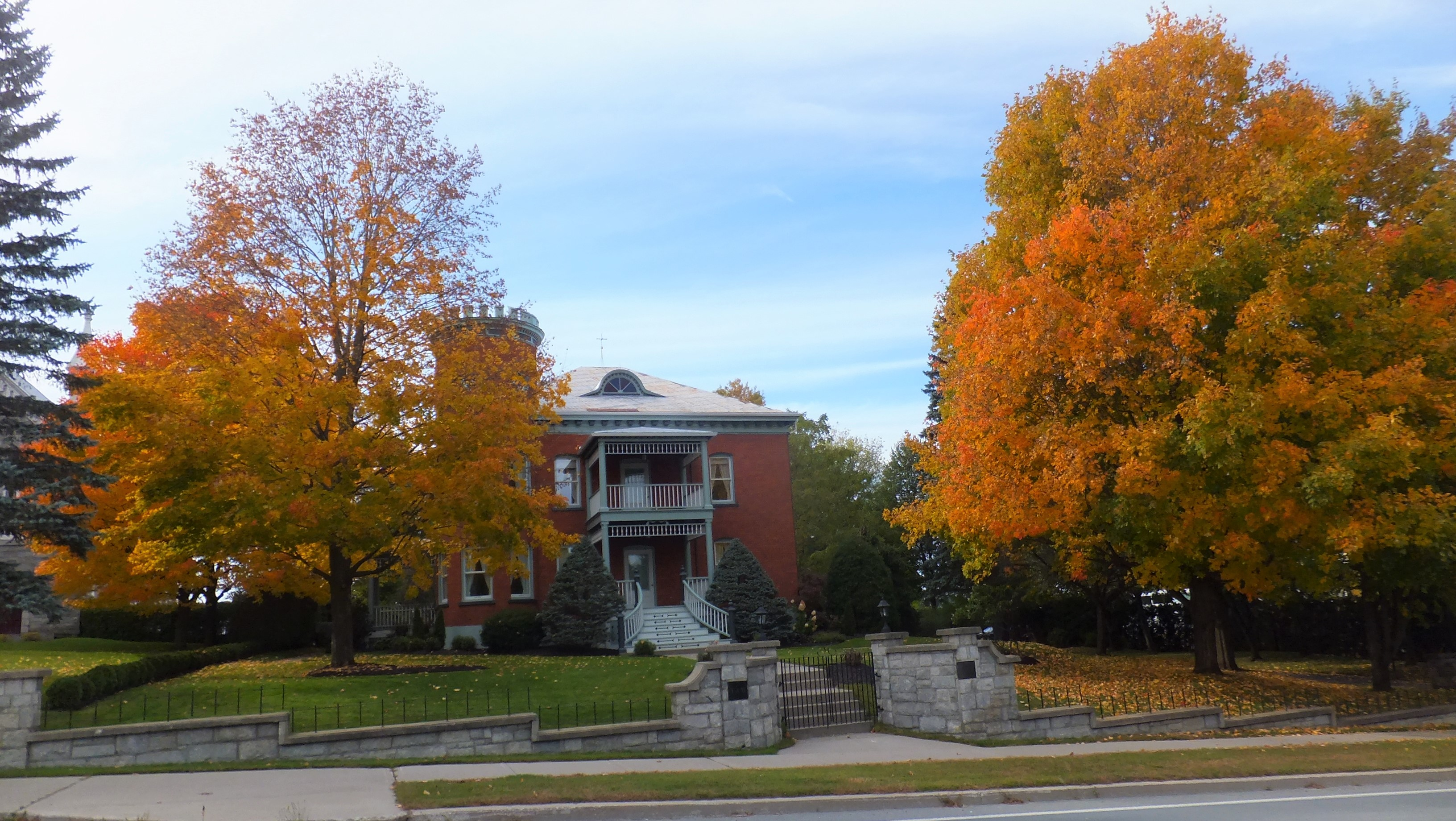
Maison à Valcourt sur la route 222
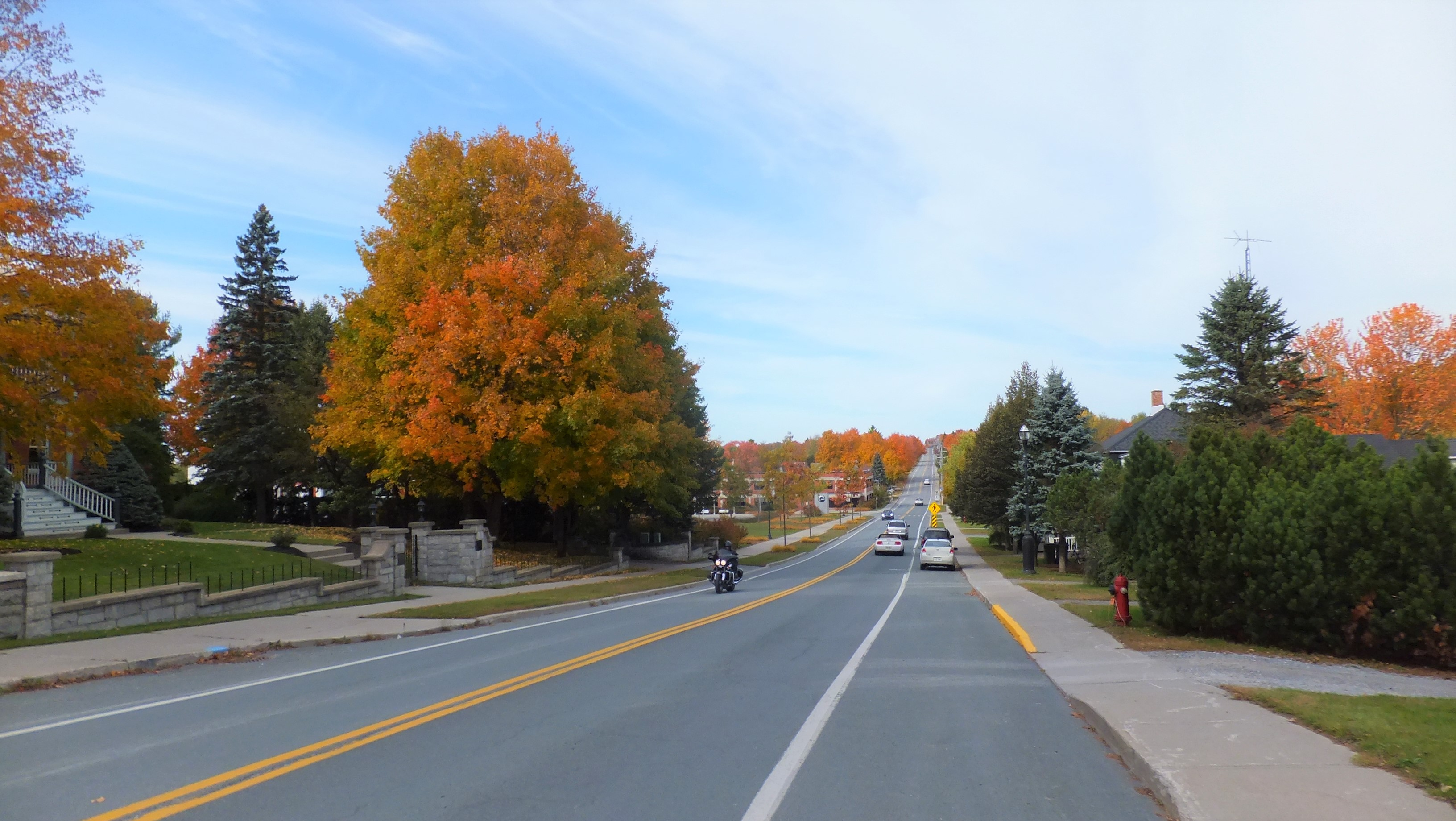
Entrée de Valcourt par la 222 (photo en direction de Roxton)

## Hommages toponymiques
La rue de Valcourt a été nommée en l'honneur de cette municipalité, en 1955, dans l'ancienne ville de Loretteville, maintenant présente dans la ville de Québec.